# Parapanopinae
De Parapanopinae vormen een onderfamilie van krabben (Brachyura) uit de familie Galenidae.

## Geslachten
De Parapanopinae omvatten slechts één geslacht: 
- Parapanope De Man, 1895